# Protolechia xanthocephala
Protolechia xanthocephala är en fjärilsart som beskrevs av Edward Meyrick 1904. Protolechia xanthocephala ingår i släktet Protolechia och familjen stävmalar. Inga underarter finns listade i Catalogue of Life.